# (15495) Bogie
Pour les articles homonymes, voir Bogie (homonymie).
(15495) Bogie est un astéroïde de la ceinture principale découvert par John Broughton le 17 février 1999 à l'observatoire de Reedy Creek en Australie. Sa désignation provisoire est 1999 DF2.
Il tient son nom de l'acteur américain Humphrey Bogart, nommé acteur masculin du siècle par l'American Film Institute en 1999.

## Sources et références
1. 1 2 3 4 5 6 7 8 9 10 11 12 13 14 15  (en) « (15495) Bogie », sur le site du Centre des planètes mineures (consulté le 17 octobre 2015)
2. 1 2 3 4 5  (en) « 15495 Bogie » [html], sur ssd.jpl.nasa.gov, Jet Propulsion Laboratory (consulté le 17 octobre 2015)
3. ↑  (en) Caractéristiques et simulation d'orbite de 15495 dans la JPL Small-Body Database.